# استار پیسز
استار پیسز (به انگلیسی: Star Pisces) یک کشتی است که طول آن ۱۷۶٫۶۰ متر (۵۷۹ فوت ۵ اینچ) می‌باشد. این کشتی در سال ۱۹۸۹ ساخته شد.